# Fall River FC
A Fall River FC, közkeletű nevén a Marksmen egy megszűnt amerikai labdarúgócsapat, tól Fall River városában, Massachusetts államban.
Az 1920-as és a korai 1930-as években az Egyesült Államok legsikeresebb labdarúgó klubjai közé tartoztak. Hat alkalommal szerezték meg az ASL bajnoki címét és négyszer kupagyőzelmet arattak.

## Története
1922-ben Sam Mark amerikai üzletember, az általa Fall Riverből hozta létre a egyesületet, mely a labdarúgáson kívül baseball csapatot is üzemeltetett.
Fall River városa az amerikai labdarúgás fellegváraként volt ismert abban az időszakban, viszont pálya hiányában a szurkolók nehezen tudtak csapatuk segítségére lenni. Ezeket a tényeket figyelembe véve Mark első lépéseként, Tivertonban, Rhode Islanden egy stadiont építtetett fel.
A kor legnevesebb játékosait sikerült a szárnyai alá venni, így nagy reményekkel indultak neki a bajnoki küzdelmeknek. Első szezonjukban a harmadik helyen végeztek, majd egy triplázást hajtottak végre 1924 és 1926 között.
Két év szünet után az 1929 tavaszán és őszén is első helyen végeztek, majd 1930-ban szerezték meg történetük utolsó bajnoki címét.

### Európa feltérképezése
A Mesterlövészek több alkalommal is vendégül láttak európai csapatokat stadionjukban. 1926-ban a csehszlovák Sparta Prága együttesét 3-2 arányban győzték le, 1928. június 3-án gól nélküli döntetlent játszottak egy telt házas mérkőzésen a skót Rangers ellen, majd az év augusztusában az Olasz ligaválogatott, a Palestra Italia vendéglátóiként 4-2-re bizonyultak jobbnak.
A Rangers 1930-ban visszatért két mérkőzésre és május 30-án Tivertonban 3-2, június 22-én 6-1 arányban maradtak alul Mark fiai. A két Rangers meccs között június 15-én azonban 3-0-ra verték az ugyancsak skót Kilmarnock csapatát. 1930 augusztusában a Marksmen hat mérkőzés erejéig Közép-Európába utazott, de vegyes érzésekkel tértek haza a játékosok, ugyanis elégedetlenek voltak a bevételek rájuk eső részével.

## Sikerei
- 6-szoros ASL bajnok: 1924, 1925, 1926, 1929, 1929 ősz, 1930
- 4-szeres National Challenge Cup győztes: 1924, 1927, 1930, 1931

## Híres játékosok
| # |     | Poszt | Név            |
| - | --- | ----- | -------------- |
|   | USA | K     | Findlay Kerr   |
|   | USA | K     | Jimmy Douglas  |
|   | USA | K     | Johnny Reder   |
|   | USA | V     | James White    |
|   | USA | V     | Billy Harper   |
|   | USA | V     | Tommy Martin   |
|   | USA | V     | Jerry Best     |
|   | USA | V     | Charlie McGill |
|   | USA | KP    | Bill McPherson |

| # |     | Poszt | Név             |
| - | --- | ----- | --------------- |
|   | USA | KP    | Alex McNab      |
|   | USA | KP    | Bob McAuley     |
|   | USA | CS    | Harold Brittan  |
|   | USA | CS    | Billy Gonsalves |
|   | USA | CS    | Werner Nilsen   |
|   | USA | CS    | Archie Stark    |
|   | USA | CS    | Bert Patenaude  |
|   | SCO | CS    | John Nelson     |

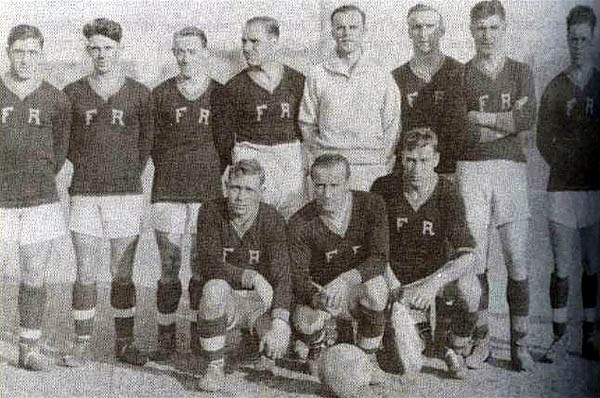
A hivatalos megalakulás előtti csapatkép 1921-ből.

- a félkövérrel írt játékosok az Egyesült Államok színeiben szerepeltek az 1930-as labdarúgó-világbajnokságon.
- Douglas már a New York Giants játékosaként utazott Uruguayba.
- Patenaude négy góllal vette ki a részét világbajnoki szerepléséből.

## Menedzserek
- Harold Brittan (1922-1926)
- Fred Morley (1926-1931)